# Пенни Синглтон
Пенни Синглтон (англ. Penny Singleton, урождённая Мариана Дороти Агнес Летиша Макналти (англ. Mariana Dorothy Agnes Letitia McNulty), 15 сентября 1908 — 12 ноября 2003) — американская актриса.
Родилась в Филадельфии в семье ирландско-американского газетчика Бенни Макналти, который ещё в детстве дал ей прозвище «Пенни», потому что «она была также ярка как пенни». Выступать на публике она начала в юности с участия в водевилях и театральных постановках. В 1930 году Синглтон дебютировала на большом экране, где продолжала много сниматься до 1950 года, сыграв в таких фильмах как «После тонкого человека» (1936), «Сумасшедшая мисс Ментон» (1938) и «Молодая вдова» (1946). В то же время она часто работала на радио, где с 1938 по 1950 год была участвовала в популярном комедийном шоу «Блонди».
С начала 1950-х она переместилась на телевидение, где у неё были роль в телесериалах «Дни в долине смерти», «Сумеречная зона» и «Она написала убийство». Синглтон также известна озвучиванием Джейн Джетсон в популярном научно-фантастическом мультипликационном ситкоме студии «Hanna-Barbera» «Джетсоны» с 1962 по 1987 год.
Актриса дважды была замужем, став матерью двух дочерей. Пеннси Синглтон умерла в Шерман-Окс, Лос-Анджелес, от последствий инсульта в 2003 году в возрасте 95 лет. Похоронена на католическом кладбище в долине Сан-Фернандо. Синглтон удостоена двух звёзд на Голливудской аллее славы — за вклад в кино и радио.